# Hadrami arapski
Hadrami arapski (hadrami, hadromi; ISO 639-3: ayh), arapski jezik kojim govori oko 300 000 (1995) Hadramautskih Arapa na području Jemena i oko 110 000 u Eritreji i Keniji; ukupno 410 000 govornika.
Razlikuje se od južnojemenskog [acq] i sjevernojemenskog arapskog [ayn].

## Vanjske poveznice
- Ethnologue (14th)
- Ethnologue (15th)